# Дегенерация (антиэволюционизм)
Антиэволюционистское учение о дегенерации — концепция, развивавшаяся в додарвиновскую эпоху консервативными сторонниками библейской картины мира, согласно которой история человечества является следствием отпадения от изначального совершенства, данного Богом первочеловеку, а не медленным восхождением от «дикости» к цивилизации. Акцент делался в большей мере на культурный регресс, а не физическое вырождение. Миф о дарованном Богом Адаму знании, которое было частично утрачено и искажено в последующих поколений, но должно возродиться, имел важное значение при становлении экспериментальной науки в раннее Новое время. Как эволюционисты, так и сторонники учения о дегенерации разделяли моногенизм, представление об общности происхождения человеческих рас. Идея «выродившихся» «диких рас» способствовала развитию расизма и оправданию европейского колониализма.
Первым, кто рассматривал «дикарей» как результат вырождения изначального человеческого типа, стал французский натуралист Жорж-Луи Бюффон, который в своей многотомной «Естественной истории» ввёл в обиход само понятие дегенерации. Он считал, что прародина человечества находилась в умеренных широтах Евразии, где, по его мнению, имеются оптимальные условия для человека. Расселяясь по земному шару, люди деградировали умственно и физически, поскольку попадали в несвойственный им климат. Бюффон отмечал многочисленные признаки дегенерации, по его мнению, характерные для индейцев, включая отсутствие бороды и слабое половое влечение у мужчин, пониженную чувствительность, вялый интеллект. Идеи Бюффона развил голландский географ и этнолог Корнелиус де Пау (1739—1799) в своих «Философских исследованиях американцев» (1768). Эта работа вызвала активную жаркую дискуссию и оказала влияние на многих немецких интеллектуалов, включая Гегеля, писавшего во введении к «Лекциям по философии истории» (1822—1823): «Америка — это новый, слабый, бессильный мир. Львы, тигры и крокодилы здесь тщедушнее, чем в Африке, и это же относится и к людям».
Понятие дегенерации, или вырождения главенствовало в западном мышлении с середины XIX века и вплоть до Второй мировой войны, оказывая влияние на социально-экономическую политику, психиатрию, криминалистику, искусство. Дегенерация часто рассматривалась в то время как главная опасность для человечества и в особенности для цивилизованных народов. Утверждалось, что такие явления, как урбанизация, падение рождаемости в высших классах и «бесконтрольное размножение» пауперов, и прекращение воздействия естественного отбора, вызванное усовершенствованием медицины, приведут к физическому и интеллектуальному упадку человечества. Вырождению стремилось противодействовать евгеническое движение, заложенное Фрэнсисом Гальтоном, двоюродным братом Чарлза Дарвина.
Понятие дегенерации в этот период было связано с эволюционным учением, но уже в первой половине XIX века наблюдалось стремление использовать его в рамках ортодоксального библейского учения с целью ниспровергнуть эволюционизм и учение о естественном состоянии, доказав, что человек является творением Бога, а не продуктом эволюции от животных предков.
Сторонники этих взглядов считали, что дегенерация привела человечество к отступлению от высокого положения, дарованного Богом Адаму и его потомкам. Приверженцы учения, такие как англиканский епископ Ричард Уэйтли и католический кардинал Николас Уайсмен, утверждали, что уже первые люди были цивилизованными. Считалось, что цивилизация не способна была возникнуть естественным путём, но была дана человеку Богом. Эти идеи противостояли представлению об изначальной дикости людей, которую Жан-Жак Руссо и его единомышленники считали естественным состоянием человека. Сторонники учения о дегенерации утверждали, что современные «дикари» не могут служить подтверждением исходного состояния человека, поскольку они прошли деградацию под влиянием неблагоприятных климатических условий и ряда других причин. Эти представления хорошо вписывались в двойственный образ «дикарей», свойственный европейской культуре. Понятие дегенерации предоставило христианским апологетам возможность оспорить сложившийся секулярный консенсус, инвертировав учение естественном состоянии человека.
Одной из работ, излагавших эти взгляды, была «Библейская геология» (1826, 1827) англиканского священника Джорджа Багга (1769—1851), позиции которого были близки к современному младоземельному креационизму. Багг критиковал представление об «изначальном варварстве человеческой расы», которое, по его мнению, находится «в тесном родстве с атеизмом, предполагающим, что животные возникли, развиваясь с течением времени, от анималькулей и монад до четвероногих и человека».
Большое влияние учения о дегенерации привело к его критике со стороны эволюционистов, включая Чарлза Дарвина, Роберта Чемберса и Джона Леббока. Однако учение поддерживалось отдельными представителями религиозного лагеря ещё в 1870-е годы.
Учение о дегенерации, которое изначально использовалось критиками эволюционизма, позднее было встроено сторонниками теории эволюции Дарвина. Понятие получило связь с социал-дарвинизмом и другими направлениями эволюционистской мысли. Эволюционисты использовали понятие дегенерации, рассматриваемой ими как регресс и возвращение к состоянию предков, применительно к преступникам, «умалишённым» и беднякам.
Вне зависимости от конкретного интеллектуального контекста понятие дегенерации приводило к идее «неполноценности» дикарей и их близости к люмпенизированным классам в индустриальном обществе. Идеи о «недоразвитости» или, напротив, о «вырождении» рас, которые «застряли» на нижних ступенях лестницы прогресса либо «скатились» вниз, одинаково способствовали расизму, как и любое стремление к ранжированию разных культур на единой цивилизационной шкале. По этой причине дарвинизм не может нести особой ответственности за увеличение расистских стереотипов. С целью обосновать колониальную политику эволюционисты апеллировали к идее борьбы за существование, тогда как сторонники божественного происхождения человека с той же целью обращались к понятию дегенерации, поскольку «вырождение» «дикарей» понималось как обоснование для их эксплуатации. Дегенератов, с точки зрения мышления того времени, следует либо исправлять, либо истребить, но нельзя предоставить самим себе.